# Mercury-Scout 1

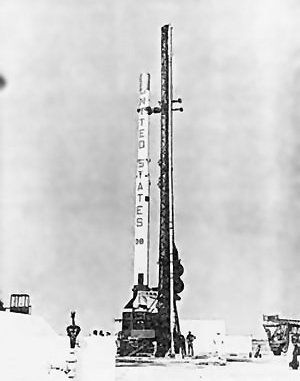
Mercury-Scout 1

Mercury-Scout 1 (MS-1) – nieudany testowy lot bezzałogowy w ramach programu Mercury. Rakieta Blue Scout 2 z małym satelitą miała sprawdzić działanie globalnej sieci śledzenia i łączności, która miała być użyta przy załogowych lotach kapsuł Mercury. Satelita w kształcie prostopadłościanu miał funkcjonować na orbicie przez 18,5 godziny. Był to pierwszy test rakiety nośnej Scout. Start się nie powiódł, w związku z czym zrezygnowano z dalszych prób wykorzystywania rakiety Scout do wyniesienia satelitów testowych na orbitę. Działania globalnej sieci śledzenia i łączności sprawdzono w trakcie lotów Merkury-Atlas.
Rakieta wystartowała 1 listopada 1961 roku o godzinie 15:32 GMT z Przylądka Canaveral, ze stanowiska LC18B. Wkrótce po starcie zaczęła jednak doświadczać chaotycznych ruchów i przeciążeń aerodynamicznych. W 43. sekundzie lotu uległa samozniszczeniu na rozkaz wydany przez oficera bezpieczeństwa kosmodromu.